# Tage Erlander
Tage Fritiof Erlander (Ransäter, 13 juni 1901 – Huddinge, 21 juni 1985) was een Zweeds sociaaldemocratisch politicus en was tussen 1946 en 1969 de langstzittende minister-president van Zweden.

## Levensloop
Na zijn studies politicologie en economie aan de Universiteit van Lund, waar Erlander in 1928 afstudeerde, maakte hij tussen 1929 en 1938 deel uit van de Svensk Upplagsbok, een Zweedse encyclopedie. In 1930 trouwde hij met Aina Andersson en werd na de verkiezingen van dat jaar lid van de gemeenteraad van Lund. Twee jaar later werd Erlander lid van het parlement als staatssecretaris op het ministerie van Sociale Zaken. 
In 1944 werd Tage Erlander minister zonder portefeuille in het kabinet van minister-president Per Albin Hansson. Toen deze in 1946 overleed, werd hij gekozen als opvolger. Ook werd Erlander partijvoorzitter van zijn partij, de Sociaaldemocraten. Hij was vervolgens minister-president tot 1969 in een periode van stijgende welvaart. Op 14 oktober werd Tage Erlander opgevolgd door Olof Palme, die ook werd gezien als zijn student en protegé. 
Tijdens zijn pensioen schreef Erlander tussen 1972 en 1982 zijn memoires. Hij woonde in die periode in Bommersvik. Tage Erlander ligt begraven op de Ransäters Kyrkogård.

## Tage Erlanderprijs
De Tage Erlanderprijs is een Zweedse prijs die is vernoemd naar Tage Erlander en wordt jaarlijks uitgereikt door de Koninklijke Zweedse Academie voor Wetenschappen voor onderzoek op verschillende gebieden (natuurkunde, scheikunde, technologie en biologie). De prijs is onder ander uitgereikt aan de Zweedse wiskundige Andreas Axelsson en de Russische natuurkundige Egor Babaev. 